# Microsoft Certified Trainer
Pour les articles homonymes, voir Trainer.
Microsoft Certified Trainer (MCT) est une certification Microsoft indiquant qu'un professionnel est qualifié techniquement et pédagogiquement pour dispenser les cours officiels Microsoft.
L'examen est en plusieurs parties :
1. Disposer d'une certification technique parmi MCDST, MCSA, MCSE, MCAD, MCSD, MCDBA ou MBS (Microsoft Business Solutions) Certified Master.
2. Disposer d'une certification pédagogique. Il y a plusieurs possibilités :
  - Avoir une certification Certified Technical Trainer (CTT+) de CompTIA.
  - Être instructeur officiel pour Cisco, Citrix ou Novell.
  - Être professeur dans un Établissement Scolaire et Universitaire Accrédité.
  - Avoir suivi une formation pédagogique donnée par un partenaire Microsoft ou par un prestataire agréé par le Programme CompTIA Learning Alliance (CLA).
  - Dans ce cas, la formation se terminera par un examen pédagogique en 2 parties :
    1. Questionnaire à remplir sur le comportement des candidats en formation. Tronc commun de 10 questions.
    2. Test pratique des capacités pédagogiques devant un instructeur sur un thème particulier communiqué 3 semaines à l'avance.

Une fois l'examen obtenu, le certifié doit remplir un formulaire d'inscription et payer une redevance annuelle.